# Nkong-Ni

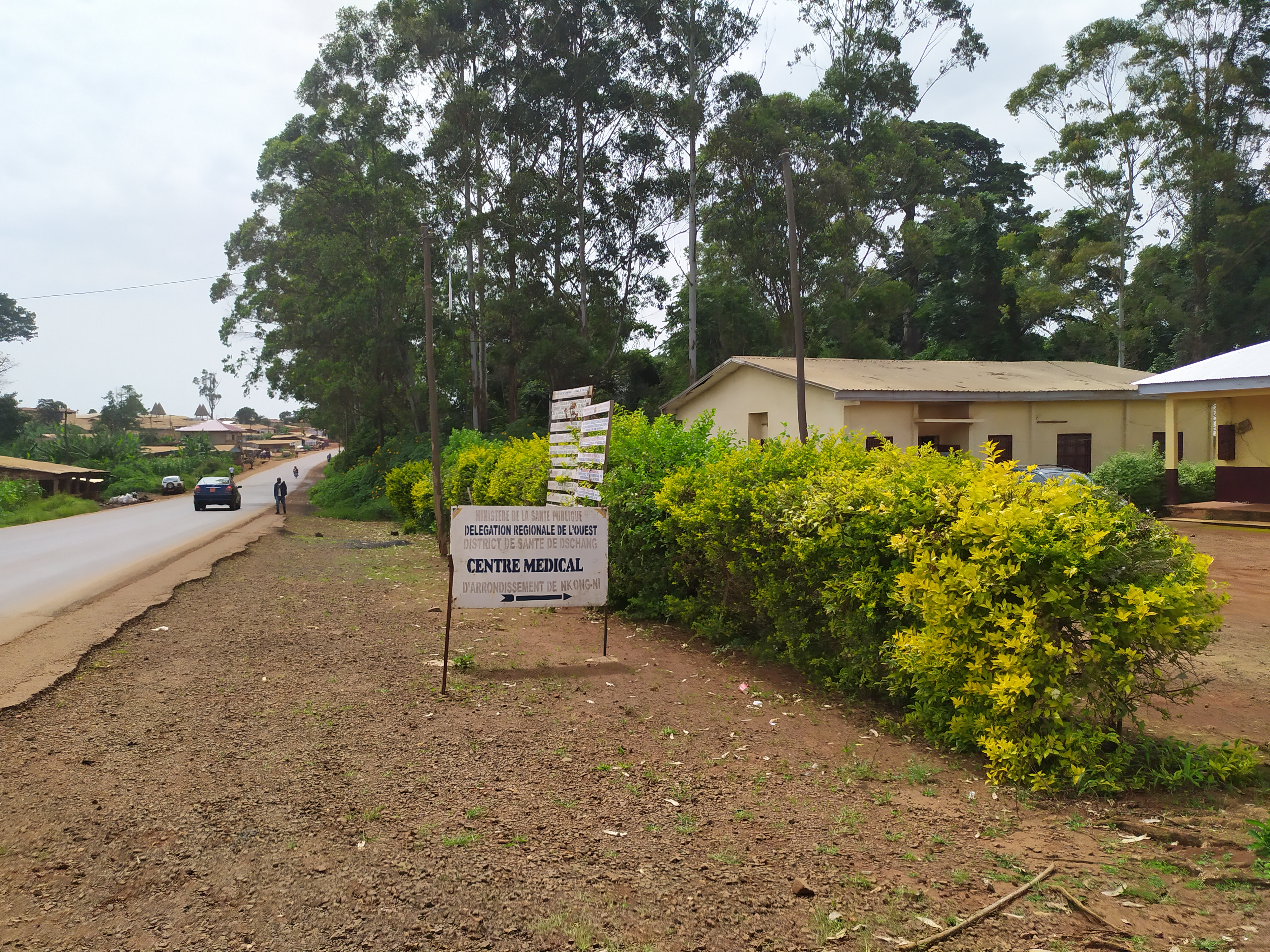
Centre Medical d'arrondisement de Nkong Ni

Nkong-Ni est un arrondissement du Cameroun situé dans la région de l'Ouest et le département de la Menoua.

## Géographie
L'arrondissement est limitrophe de quatre communes du département de la Ménoua, Dschang, Penka-Michel, Fongo-Tongo et Fokoué. 
| Fongo-Tongo | Wabane   | Batcham      |
| Dschang     | Nkong-Ni | Penka-Michel |
|             | Fokoué   | Penka-Michel |